# 1. liga národní házené mužů 2006/2007
1. liga národní házené mužů 2006/07 byla v Československu nejvyšší ligovou soutěží mužů v házené. Zúčastnilo se jí 12 klubů, titul získalo družstvo Sokol Krčín. V předchozí sezóně se hrál ročník 2005/06, v následující sezóně ročník 2007/08.

## Stupně vítězů
| Zlato       | Stříbro        | Bronz           | 4 místo    |
| ----------- | -------------- | --------------- | ---------- |
| Sokol Krčín | TJ Plzeň-Újezd | TJ DIOSS Nýřany | 1. NH Brno |

## Systém soutěže
Nejvyšší soutěže v národní házené mužů na území ČR se v sezóně 2006/07 zúčastnilo celkem 12 klubů. Hrálo se dvoukolově systémem každý s každým, poté kluby na 1. až 8. místě postoupily do play-off a kluby na 11. a 12. místě sestoupily do 2. ligy.

## Rozmístění klubů v jednotlivých krajích
| Kraj            | Počet klubů | Kluby                                               |
| --------------- | ----------- | --------------------------------------------------- |
| Plzeňský        | 6           | Nýřany, Příchovice, Stupno, Tymákov, Újezd, Všenice |
| Moravskoslezský | 2           | Studénka, Svinov                                    |
| Středočeský     | 1           | Stará Huť                                           |
| Královéhradecký | 1           | Krčín                                               |
| Jihomoravský    | 1           | Brno                                                |
| Olomoucký       | 1           | Žeravice                                            |

## Tabulka
| Poř. | Tým             | Z  | V  | R | P  | VG  | OG  | B  |
| ---- | --------------- | -- | -- | - | -- | --- | --- | -- |
| 1.   | 1.NH Brno       | 22 | 18 | 1 | 3  | 449 | 360 | 37 |
| 2.   | TJ DIOSS Nýřany | 22 | 15 | 2 | 5  | 435 | 372 | 32 |
| 3.   | Sokol Krčín     | 22 | 14 | 2 | 6  | 367 | 329 | 30 |
| 4.   | TJ Stará Huť    | 22 | 14 | 1 | 7  | 413 | 391 | 29 |
| 5.   | TJ Plzeň-Újezd  | 22 | 12 | 3 | 7  | 420 | 379 | 27 |
| 6.   | Sokol Stupno    | 22 | 11 | 2 | 9  | 386 | 386 | 24 |
| 7.   | SK Studénka     | 22 | 9  | 2 | 11 | 319 | 327 | 20 |
| 8.   | SK Žeravice     | 22 | 8  | 2 | 12 | 342 | 360 | 18 |
| 9.   | Sokol Svinov    | 22 | 8  | 2 | 12 | 393 | 391 | 18 |
| 10.  | TJ Příchovice   | 22 | 7  | 1 | 14 | 364 | 412 | 15 |
| 11.  | Sokol Tymákov   | 22 | 4  | 0 | 18 | 287 | 389 | 8  |
| 12.  | TJ Všenice      | 22 | 2  | 2 | 18 | 333 | 412 | 6  |

Poznámky:
- Z = Odehrané zápasy; V = Vítězství; R = Remízy; P = Prohry; VG = Vstřelené góly; OG = Obdržené góly; B = Body

- O pořadí na 8. a 9. místě rozhodly vzájemné zápasy:
- 9. kolo
- Žeravice - Svinov 18:14,
- 20. kolo
- Svinov - Žeravice 19:19

Kvalifikace nebo sestup
|  | Postup do play-off |
|  | Sestup do 2. ligy  |

## Play-off

### 1. čtvrtfinále - vítěz 1.NH Brno 25:22
- Žeravice - Brno 13:11 (5:5)
- Brno - Žeravice 14:8 (6:3)

### 2. čtvrtfinále - vítěz TJ DIOSS Nýřany 40:23
- Studénka - Nýřany 15:19 (9:9)
- Nýřany - Studénka 21:8 (9:4)

### 3. čtvrtfinále - vítěz Sokol Krčín 24:22
- Stupno - Krčín 13:14 (6:7)
- Krčín - Stupno 10:9 (5:4)

### 4. čtvrtfinále - vítěz TJ Plzeň-Újezd 40:36
- Újezd - Stará Huť 16:17 (8:7)
- Stará Huť - Újezd 19:24 (12:13)

### 1. semifinále - vítěz TJ Plzeň-Újezd 47:37
- Újezd - Brno 23:14 (12:8)
- Brno - Újezd 23:24 (12:12)

### 2. semifinále – vítěz Sokol Krčín 39:38
- Krčín - Nýřany 27:22 (13:12)
- Nýřany - Krčín 16:12 (10:5)

### O 3. místo - vítěz TJ DIOSS Nýřany 42:41
- Nýřany - Brno 23:22 (10:10)
- Brno - Nýřany 19:19 (10:8)

### Finále - vítěz Sokol Krčín 30:28
- Újezd - Krčín 14:13 (11:8)
- Krčín - Újezd 17:13 (8:5)

## 5 nejlepších střelců ligy
| Poř. | Jméno        | Klub      | Počet branek | Průměr branek na zápas |
| 1.   | Radek Šinágl | Stará Huť | 179          | 8,52                   |
| 2.   | Jan Petr     | Brno      | 166          | 7,55                   |
| 3.   | Jiří Pešek   | Stará Huť | 158          | 7,18                   |
| 4.   | Vít Horáček  | Svinov    | 157          | 7,14                   |
| 5.   | Pavel Titl   | Újezd     | 156          | 7,09                   |